# شوتا إينو
شوتا إينو (باليابانية: 井上 翔太) (مواليد 24 أبريل 1989)، هو لاعب كرة قدم ياباني سابق كان يلعب كلاعب وسط.

## وصلات خارجية
- شوتا إينو على موقع رابطة كرة القدم اليابانية للمحترفين (اليابانية)
- شوتا إينو على موقع قاعدة بيانات كرة القدم.إي يو (الإنجليزية)
- شوتا إينو على موقع Soccerway.com (الإنجليزية)
- شوتا إينو على موقع عالم كرة القدم.نت (الإنجليزية)